# Universal Pictures
Universal Pictures (oryginalna nazwa: Universal City Studios LLC, znana także jako Universal Studios, dawniej Universal Film Manufacturing Company i Universal-International Pictures Inc.) – amerykańska wytwórnia filmowa założona 30 kwietnia 1912 roku przez Carla Laemmle. Obecnie należy do NBCUniversal, części koncernu Comcast. Razem z Paramount, Waltem Disneyem oraz Warner Brothers należy do najstarszych i największych wytwórni filmowych w USA. Od początku istnienia studia do 1 stycznia 2010 roku marką Universal opatrzono łącznie około 3400 filmów.
Wytwórnia często jest błędnie określana jako Universal Studios, które w rzeczywistości jest grupą skupiającą studia filmowe należące do NBC Universal o pełnej nazwie Universal Studios Entertainment.

## Struktura biznesowa

### Produkcja filmowa
Universal Pictures co roku wystawia w kinach po kilkanaście filmów. Wśród nich są takie hity jak:

- Szczęki (1975),
- Halloween (1978),
- E.T. (1982),
- Człowiek z blizną (1983),
- Powrót do przyszłości (1985),
- Park Jurajski (1993), najbardziej dochodowy film w historii wytwórni, do czasu pobicia rekordu ustanowionego przez siódmą część „Szybkich i wściekłych” w 2015 roku (światowy box office wyniósł około 915 mln dolarów USD)
- Flintstonowie (1994),
- Apollo 13 (1995),
- Twister (1996),
- Joe Black (1998),
- Mumia (1999),
- American Pie (1999),
- Gladiator (2000),
- Piękny umysł (2001),
- Dziennik Bridget Jones (2001),
- Hannibal (2001),
- Szybcy i wściekli  (2001)
- 8. Mila (2002),
- Bruce Wszechmogący (2003),
- Hulk (2003),
- Za szybcy, za wściekli (2003),
- Van Helsing (2004),
- Miami Vice (2006),
- Amerykański gangster (2007),
- Incredible Hulk (2008),
- Mamma Mia! (2008),
- Szybko i wściekle (2009),
- Wilkołak (2010),
- Robin Hood (2010).
- Les Miserables (2012)

### Budynki
Plany produkcyjne Universal Studios rozłożone są w 100 budynkach Universal City Plaza Drive mieszczących się w Universal City, w Kalifornii na niepołączonym korporacyjnie odcinku ziemi pomiędzy Los Angeles a Burbank. Ponadto grupa zajmuje część biur operacyjnych w Nowym Jorku w wieży GE Building (siedziba General Electric, jednego z właścicieli NBC Universal obok Vivendi Universal).

### Filie
Pierwszy oddział Universal w Polsce, powstał jeszcze w czasach II Rzeczypospolitej i był zlokalizowany w Warszawie przy Alejach Jerozolimskich 35 (niedaleko Warner Bros. Polska). Filia miała jedną z najlepszych organizacji w II RP spośród innych zagranicznych studiów filmowych reprezentowanych w kraju, nie tylko drukując własne czasopismo o filmach „Przyjaciel kinoteatru”, ale także organizując specjalistyczne konferencje i wizytacje amerykańskich przedstawicieli.

## Pożary
W listopadzie 1990 roku pożar strawił dekoracje przedstawiające ulice Nowego Jorku oraz dekoracje wykorzystane w filmie Ben-Hur. Odbudowa zbiorów trwała wiele lat, a jej koszt wyniósł 50 milionów dolarów.
1 czerwca 2008 roku wczesnym ranem na terenie wytwórni wybuchł pożar, który zaprószyła ekipa remontowa reperująca dach jednego z budynków. Płomienie zniszczyły wieżę zegarową z filmu Powrót do przyszłości, dekoracje z filmu Żądło oraz pawilon wystawowy King Konga. Zniszczeniu uległo także około 50 tysięcy taśm filmowych, a także dekoracje przedstawiające ulice Nowego Jorku. Pożar opanowano po ponad 12 godzinach. W akcji brało udział 500 strażaków. Magazyn z oryginałami starszych filmów ocalał.